# Simon Carless
Simon Carless es un empresario, editor y ex diseñador de juegos inglés de la industria de los videojuegos. Nació en Londres, Inglaterra, y actualmente reside en Alameda, California. Simon trabaja en San Francisco para UBM Tech como vicepresidente ejecutivo de grupo en Game Network & Black Hat, incluida la supervisión de la Game Developers Conference y también los eventos de seguridad de la información de Black Hat.
Carless es presidente emérito del Independent Games Festival y cofundó y dirigió la Independent Games Summit desde 2007 como parte de la Game Developers Conference anual con sede en San Francisco.
Carless editó la sección de juegos en Slashdot y trabajó como diseñador principal de juegos en Kuju Entertainment, Eidos Interactive y Atari. Escribió Gaming Hacks, un libro publicado por O'Reilly Media.
Carless también estuvo activo en la demoscene de principios de la década de 1990, lanzando módulos bajo el sobrenombre de Hollywood. Operó el netlabel Monotonik de 1996 a 2009.